# Erovnuli Liga
La Erovnuli Liga (in georgiano ეროვნული ლიგა, letteralmente "Lega Nazionale") è la massima divisione del campionato georgiano di calcio. La stagione inizia a marzo e si chiude a novembre, dipanandosi nell'ambito di un solo anno solare, e vede competere 10 squadre. La squadra più titolata è la Dinamo Tbilisi.
Per la stagione 2022-2023 il campionato occupa il 46º posto nel ranking UEFA delle competizioni per club.

## Formula
Le 10 squadre partecipanti si affrontano in un girone all'italiana con doppie partite di andata e ritorno, per un totale di 36 giornate. Al termine, la squadra prima classificata è dichiarata campione di Georgia ed ammessa al primo turno di qualificazione della UEFA Champions League. La seconda e la terza classificata vengono ammesse al primo turno di qualificazione della UEFA Europa Conference League, assieme alla squadra vincitrice della coppa nazionale. L'ultima classificata viene retrocessa in Erovnuli Liga 2, mentre l'ottava e la nona classificate disputano uno spareggio promozione/retrocessione contro la seconda e la terza classificate in Erovnuli Liga 2 per due posti in massima serie.

## Storia
Dal 1927 al 1989 la competizione era un torneo regionale all'interno del sistema sportivo dell'Unione Sovietica. In questo periodo si contano due affermazioni della Dinamo Tbilisi.
Dal 1990 viene organizzato l'attuale campionato: la prima edizione consiste in un girone all'italiana di diciotto squadre ed era disputata all'interno dell'anno solare. Dal 1991 è invece disputata a cavallo di due anni. Nella stagione 1993-1994 il campionato era diviso in due fasi: le diciannove squadre erano divise in due gironi all'italiana con le prime cinque di ciascun gruppo che lottano per il titolo in un ulteriore girone di dieci compagini. Analogo meccanismo fu attuato nella stagione 1999-2000, mentre dalla stagione 2000-2001 a quella 2003-2004 solo le prime sei delle dodici squadre potevano lottare per il titolo.
A partire dalla stagione 2014-2015 il numero di squadre è passato da 12 a 16. Le 16 squadre si affrontano in un girone di andata e ritorno, per un totale di 30 giornate. La prima classificata conquista il titolo di campione della Georgia. Le ultime due classificate vengono direttamente retrocesse in Pirveli Liga, mentre la quattordicesima classificata gioca un play-out per evitare la retrocessione con la vincente dei play-off promozione della Pirveli Liga.
Nella stagione 2017 il campionato ha cambiato denominazione in Erovnuli Liga ed è passato a 10 squadre e al nuovo calendario, con svolgimento da marzo a novembre, nell'arco di un unico anno solare.

## Partecipazioni per squadra
Sono 50 le squadre ad aver preso parte ai 37 campionati di Erovnuli Liga (Umaglesi Liga fino al 2016) dal 1990 al 2025 (in grassetto):
- 37 volte:  Dinamo Tbilisi
- 34 volte:  T'orp'edo Kutaisi
- 33 volte:  Dila Gori
- 31 volte:  Dinamo Batumi
- 27 volte:  K'olkheti-1913 Poti
- 25 volte:  Rustavi,  Sioni Bolnisi
- 22 volte:  Samt'redia
- 21 volte:  Lok’omot’ivi Tbilisi,  Zugdidi
- 19 volte:  WIT Georgia
- 15 volte:  Guria Lanchkhuti,  Samgurali Ts'q'alt'ubo
- 12 volte:  STU Tbilisi
- 11 volte:  Iberia 1999,  Tskhinvali,  Zest'aponi
- 10 volte:  Chik. Sachkhere,  Merani Tbilisi
- 8 volte:  Margveti Zest'aponi
- 7 volte:  Gagra,  Iveria Khashuri,  Kakheti Telavi,  Shukura Kobuleti
- 6 volte:  Telavi
- 5 volte:  Merani Mart'vili
- 4 volte:  Alazani,  Ameri Tbilisi,  Borjomi,  K'olkheti Khobi,  Mertskhali Ozurgeti,  Tbilisi,  Tskhumi Sukhumi
- 3 volte:  Amirani Ochamchire,  Mret'ebi Tbilisi,  Mziuri Gali,  Sapovnela
- 2 volte:  Arsenali Tbilisi,  Duruji Q'vareli,  Chiatura,  Meskheti,  Met'alurgi Zest'aponi,  Sulori Vani
- 1 volta:  Dinamo Sukhumi,  Egrisi Senaki,  Gareji Sagarejo,  Liakhvi Tskhinvali,  Milani Tsnori,  Mtskheta,  Sp'art'ak'i Tbilisi

## Squadre partecipanti 2024
| Club                   | Città      | Stadio                   | Stagione precedente         |
| ---------------------- | ---------- | ------------------------ | --------------------------- |
| Dila Gori              | Gori       | Stadio Tengiz Burjanadze | 4º posto in Erovnuli Liga   |
| Dinamo Batumi          | Batumi     | Batumi Arena             | Campione di Georgia         |
| Dinamo Tbilisi         | Tbilisi    | Stadio Boris Paichadze   | 2º posto in Erovnuli Liga   |
| Gagra                  | Tbilisi    | Stadio Kakhaber Kuchava  | 7º posto in Erovnuli Liga   |
| Iberia 1999            | Tbilisi    | Stadio Mikheil Meskhi    | 6º posto in Erovnuli Liga   |
| K'olkheti-1913 Poti    | Poti       | Stadio Fazisi            | 1º posto in Erovnuli Liga 2 |
| Samgurali Ts'q'alt'ubo | Tskhaltubo | Stadio 26 Maggio         | 5º posto in Erovnuli Liga   |
| Samt'redia             | Samtredia  | Stadio Erosi Manjgaladze | 9º posto in Erovnuli Liga 2 |
| Telavi                 | Telavi     | Stadio Givi Chokheli     | 8º posto in Erovnuli Liga   |
| T'orp'edo Kutaisi      | Kutaisi    | Stadio Givi Kiladze      | 3º posto in Erovnuli Liga   |

## Albo d'oro
Viene riportato l'albo d'oro del campionato dal 1990.
- 1990  Dinamo Tbilisi (1)
- 1991  Dinamo Tbilisi (2)
- 1991-1992  Dinamo Tbilisi (3)
- 1992-1993  Dinamo Tbilisi (4)
- 1993-1994  Dinamo Tbilisi (5)
- 1994-1995  Dinamo Tbilisi (6)
- 1995-1996  Dinamo Tbilisi (7)
- 1996-1997  Dinamo Tbilisi (8)
- 1997-1998  Dinamo Tbilisi (9)
- 1998-1999  Dinamo Tbilisi (10)
- 1999-2000  T'orp'edo Kutaisi (1)
- 2000-2001  T'orp'edo Kutaisi (2)
- 2001-2002  T'orp'edo Kutaisi (3)
- 2002-2003  Dinamo Tbilisi (11)
- 2003-2004  WIT Georgia (1)
- 2004-2005  Dinamo Tbilisi (12)
- 2005-2006  Sioni Bolnisi (1)
- 2006-2007  Olimpi Rustavi (1)
- 2007-2008  Dinamo Tbilisi (13)
- 2008-2009  WIT Georgia (2)
- 2009-2010  Olimpi Rustavi (2)
- 2010-2011  Zest'aponi (1)
- 2011-2012  Zest'aponi (2)
- 2012-2013  Dinamo Tbilisi (14)
- 2013-2014  Dinamo Tbilisi (15)
- 2014-2015  Dila Gori (1)
- 2015-2016  Dinamo Tbilisi (16)
- 2016  Samt'redia (1)
- 2017  T'orp'edo Kutaisi (4)
- 2018  Saburtalo Tbilisi (1)
- 2019  Dinamo Tbilisi (17)
- 2020  Dinamo Tbilisi (18)
- 2021  Dinamo Batumi (1)
- 2022  Dinamo Tbilisi (19)
- 2023  Dinamo Batumi (2)
- 2024  Iberia 1999 (2)

## Statistiche

### Titoli per club
| Club                 | 1º | 2º | Stagioni |
| -------------------- | -- | -- | --- |
| Dinamo Tbilisi       | 19 | 8  | 1990, 1991, 1992, 1993, 1994, 1995, 1996, 1997, 1998, 1999, 2003, 2005, 2008, 2013, 2014, 2016, 2019, 2020, 2022 |
| T'orp'edo Kutaisi    | 4  | 4  | 2000, 2001, 2002, 2017                                                                                           |
| Dinamo Batumi        | 2  | 5  | 2021, 2023 |
| WIT Georgia          | 2  | 3  | 2004, 2009 |
| Zest'aponi           | 2  | 2  | 2011, 2012 |
| Olimpi Rustavi       | 2  | 1  | 2007, 2010 |
| Samt'redia           | 1  | 2  | 2016 |
| Sioni Bolnisi        | 1  | 1  | 2006 |
| Dila Gori            | 1  | 1  | 2015 |
| Iberia 1999          | 2  | -  | 2018, 2024 |
| Lok’omot’ivi Tbilisi | -  | 2  | ----- |
| K'olkheti-1913 Poti  | -  | 2  | ----- |
| Guria Lanchkhuti     | -  | 2  | ----- |
| Tskhumi Sukhumi      | -  | 1  | ----- |
| Shevardeni-1906      | -  | 1  | ----- |
| Chik. Sachkhere      | -  | 1  | ----- |